# Đạt G
Đạt G (tên khai sinh Nguyễn Tấn Đạt, sinh ngày 14 tháng 07 năm 1995 tại Thành phố Hồ Chí Minh) là một nam ca sĩ kiêm sáng tác nhạc và rapper người Việt Nam, từng giành được 2 đề cử giải Cống hiến. Anh là một trong những ca nhạc sĩ trẻ nổi bật nhất của làng nhạc Việt trong những năm trở lại đây với nhiều bài hit triệu view cho chính mình cũng như tạo hit cho nhiều ca sĩ khác nên có biệt danh là Phù thủy tạo hit (Hit maker). Trong đó những bài hit gây ấn tượng nhất với công chúng yêu nhạc của Đạt G là Buồn của anh, Buồn không em, Bánh mì không, Khó vẽ nụ cười, Thêm bao nhiêu lâu...đều đạt Top 1 Youtube trending và đề cử tại nhiều giải thưởng âm nhạc có uy tín.

## Tiểu sử
Đạt G tên thật là Nguyễn Tấn Đạt, sinh vào ngày 14 tháng 7 năm 1995 tại Thành phố Hồ Chí Minh, nguyên quán của anh là thuộc tỉnh Quảng Nam. Anh sinh ra trong gia đình lao động nghèo, có ba mẹ đều làm lao động chân tay, anh có một cô em gái.
Vì hoàn cảnh gia đình khó khăn, từ năm lớp sáu Đạt G phải vừa học vừa làm, làm qua rất nhiều công việc khác nhau nhưː bán vé số, phụ hồ, đi giao hàng thuê. Mặc dù vậy ước mơ trở thành ca sĩ nhạc sĩ vẫn nung nấu trong đầu anh, nên từ năm lớp 6, Đạt G đã tập tành cho việc sáng tác bất chấp việc gia đình ngăn cản đặc biệt là bố anh vì hoàn cảnh gia đình không cho phép.  Sau đó, đến năm lớp 11, Đạt G nghỉ học vì gia đình không có khả năng chi trả, anh bắt đầu làm công việc shipper (người giao hàng) và vẫn luôn giữ ngọn lửa đam mê trong công việc sáng tác và ước mơ ca hát của mình .

## Sự nghiệp

### 2011–2017:Hoạt động như nghệ sĩ underground
Đạt G bắt đầu hoạt động nghệ thuật khá sớm như một nghệ sĩ của dòng nhạc underground vào năm 2011 ở độ tuổi 16 khi ca khúc Điều khác lạ được một vợ chồng rapper ở nước ngoài yêu thích và chia sẻ lên Facebook. Anh khởi đầu với vai trò là thành viên của nhóm nhạc Golden Chain. Thời điểm đó, các ca khúc của nhóm được đăng tải lên soundcloud và cũng nhận được sự ủng hộ, yêu thích nhất định.Tiếp theo, Đạt G cho ra mắt series 3 bài hát "Lạ" là: Lạ Thường, Lạ Xa và Điều Khác Lạ. Cả ba đều đạt được triệu view trên Youtube và được remix lại nhiều lần. Giọng hát và rap của Đạt G khi đó không đủ lôi cuốn nhưng tổng thể bài hát lại khá cảm xúc và dễ nghe. Thời gian sau đó, Đạt G làm việc khá chăm chỉ và liên tục cho ra sản phẩm mới như Chơi Vơi (song ca với Thảo Nhi), tổ chức minishow Ngày Trở Về... Từ cuối 2017, Đạt G bắt đầu bứt phá trên thị trường âm nhạc với ca khúc hit "Buồn Của Anh". Đây cũng là ca khúc đánh dấu lần đầu tiên trong lịch sử nhạc Việt có một bài hát Underground chạm mốc 300 triệu lượt nghe trên Zing MP3. Liên tục sau đó Đạt G cho ra mắt loạt ca khúc tự sáng tác và nhanh chóng được đón nhận nồng nhiệt trên Youtube như Đừng Quên Tên Anh, Buồn Không Em, Về, Yêu người như anh, Thêm bao nhiêu lâu...
Tuy nhiên, trong giai đoạn này, âm nhạc của Đạt G chưa được giới chuyên môn đánh giá cao, cũng như các khán giả nghe nhạc lâu năm cũng khá khó tính với những ca khúc của anh. Họ nhận xét các ca khúc của anh đa phần là một nỗi buồn bao phủ, câu chữ không quá cầu kì mà cũng hơi sến, tiết tấu nhạc chậm rãi do bị ảnh hưởng bởi dòng nhạc bolero từ bé và đặc biệt là giọng hát được nhận xét là hơi ngọng phát âm không rõ lời, khi rap cũng không lôi cuối hay hấp dẫn.

### 2018–2021:ca sĩ kiêm nhạc sĩ
Đến 2018, Đạt G lọt vào danh sách Nghệ sĩ mới của năm, Nhạc sĩ của năm, Nghệ sĩ Underground/ Indie được yêu thích nhất và hạng mục Bài hát của năm tại đề cử của Zing Music Awards.  6 tháng sau, Đạt G tiếp tục cho ra một ca khúc có giai điệu buồn là "Buồn không em". Ca khúc này đã bức phá, liên tục thăng hạng và chỉ trong thời gian ngắn đã nhanh chóng vượt mặt ca sĩ Hương Tràm để trở thành quán quân của Bảng xếp hạng realtime trên zingchart. Bài hát là  sự pha trộn giữa ballad và rap đã tạo ra một phong cách âm nhạc độc lạ khiến khán giả càng nghe càng bị lôi cuốn bởi những giai điệu chậm, buồn.
Đến năm 2019, sự nghiệp của Đạt G có những bức phá khi kết hợp với nữ ca sĩ Du Uyên để tạo ra những bảng hit triệu view đình đám như: Bánh mì không, Khó vẽ nụ cười, Đừng lo, Về, Buông bàn tay thật nhanh, Gói xôi vội... Năm 2019, ca khúc Về của Đạt G sáng tác, bắt nguồn từ bình luận của thủ môn Đặng Văn Lâm ở trước và sau trận đấu với Jordan ở vòng 1/8 "Anh sẽ về, anh sẽ về, nhưng không phải hôm nay" đã trở thành "khẩu hiệu" để thể hiện niềm tự hào và lòng quyết tâm của đội tuyển Việt Nam, khiến ca khúc gây sốt đối với khán giả. Đặc biệt nhất là ca khúc  "Bánh mỳ không" trở thành hiện tượng trong cuối năm 2019  và nửa đầu năm 2020, đồng thời lọt vào danh sách đề cử nhiều hạng mục tại các giải thưởng âm nhạc uy tín hàng đầu như Zing Music Awards, Giải thưởng Âm nhạc Cống Hiến...MV "Bánh mỳ không" lần đầu tiên ra mắt đã lọt vào Top 1 Trending trên Youtube và dẫn đầu Bảng xếp hạng  Realtime Zingcharts. Ca khúc không chỉ được khán giả đón nhận vì ca từ gần gũi, mộc mạc mà còn gợi nhớ những món ăn thân thuộc gắn liền với ký ức tuổi thơ nghèo khó của nhiều thế hệ như mỳ gói, trứng gà, hủ tiếu gõ, bánh mỳ...Khán giả như thấy một Sài Gòn thu nhỏ với những ngóc ngách thân quen, những căn chung cư cũ, những chiếc xe chở bánh mì rong....
Tiếp theo sau đó, trong suốt hai năm là 2019, 2020, Đạt G cũng cho ra mắt nhiều ca khúc tạo được tiếng vang như: Thêm bao nhiêu lâu, Đừng lo, Đô Trưởng, Gói xôi vội..., đều dẫn đầu Top đề cử nhiều hạng mục tại giải thưởng Zing Music Awards. Khoảng thời gian này thì, Đạt G được đánh giá đã mang đến chân dung âm nhạc hoàn toàn khác, không chỉ có chiều sâu hơn về nội dung, mà phong cách viết nhạc, cách hát đều cải thiện. Tất cả nguyên âm của Đạt G tròn trịa hơn nhiều khi so với 2 năm trước. Nhiều phụ âm của anh cũng được thể hiện rõ ràng thay vì bị nhận xét "ngọng" như giai đoạn đầu.
Không những thành công trong sự nghiệp ca sĩ kiêm nhạc sĩ cho nhạc của mình, mà Đạt G còn được biết đến như "phù thủy tạo hit" cho nhiều ca sĩ trong làng Vpop với hàng loạt ca khúc thu hút triệu views và được đánh giá cao như: Mời Anh Vào Team Em, Anh Ơi Ở Lại (viết cho Chi Pu), Yêu Người Như Anh (nhạc phim Cà Chớn, Anh Đừng Đi), Thương Nhiều Hơn Là Nói (nhóm Ba Chấm), Em Về Đi Em, Đừng Quên Tên Anh (viết cho Hoa Vinh), Có như không có (viết cho Hiền Hồ), Chỉ Khi Anh Một Mình (viết cho Vũ Duy Khánh), Còn Thương Em Thì Không Để Em Khóc (viết cho Miu Lê)...Ngoài ra anh còn có cơ hội đứng chung sân khấu hoặc hợp tác với nhiều đàn anh đàn chị nổi tiếng như Mỹ Tâm, Lam Trường, Hoàng Tôn, Rhymastic, Trung Quân Idol, Vũ Cát Tường...
Tối ngày 16/06/2021, Đạt G đã có màn kết hợp khá thành công với nữ ca sĩ đàn chị Dương Hoàng Yến với MV Xe anh đến đâu, em theo đến đó của ca nhạc sĩ Vũ Hà Anh sáng tác lấy cảm hứng từ show truyền hình thực tế  Sao nhập ngũ (phiên bản 2020).MV sau 2 ngày phát sóng đã đạt hơn 3 triệu lượt xem, lọt top 1 trending Youtube trong vòng chưa tới 24 giờ.

### Thành viên ban nhạcBa Chấm
Cuối năm 2017, Đạt G cùng Masew và B Ray thành lập một nhóm nhạc mang tên Ba Chấm Band. Nhóm chuyên chơi thể loại nhạc điện tử, hip hop và RnB. Mỗi người đều có một thành tích hoạt động nổi bật trong làng nhạc: B Ray chuyên về rap, Masew phối khí và Đạt G sáng tác. Sản phẩm của nhóm là Thương Nhiều Hơn Nói và Xin là sự pha trộn mới lạ đầy ấn tượng và khá hòa hợp với màu sắc của ba người.Đến giữa năm 2018, nhóm tan rã để mỗi người theo đuổi những kế hoạch của riêng mình và đều gặt hái được những thành công.  Năm 2019, ba người lại tái hợp với: Yêu Người Như Anh (nhạc phim Cà Chớn, Anh Đừng Đi), Cao Ốc 20... đều đạt được thành công. Trong đó ca khúc Cao Ốc 20 chỉ sau thời gian 2 ngày ra mắt, bài hát đã bức phá nhận về cho mình 3,7 triệu lượt xem, ngoài ra còn đạt vị trí top 1 thịnh hành trên kênh YouTube.

## Đời tư
Đời tư của Đạt G có nhiều tai tiếng và luôn sống trong tâm bão của dư luận và thị phi với tính cách nông nổi và có phần ngạo đời, và có nhiều antifan.   Đầu tiên là scandal Đạt G gây hấn với Sky (cộng đồng fan của Sơn Tùng M-TP)  khi đăng trạng thái ám chỉ ca khúc Chạy Ngay Đi của nam ca sĩ này đạo nhạc Hàn Quốc. Trước sự phản ứng kịch liệt của các fan Sơn Tùng, Đạt G phải ngay lập tức gỡ bỏ đoạn status đã viết. Đạt G cũng từng dính nghi vấn đạo nhạc với ca khúc EmmE sau đó anh chỉ khẳng định mình không đạo mà chỉ sử dụng bản phối của nhạc sĩ người Hàn CG Beats.
Không lâu sau đó, cái tên Đạt G lại bị đem ra bàn tán sôi nổi khi trong chương trình trao giải V Heatbeat, khi Đạt G nhận được cúp ca khúc giữ vị trí đầu hạng trong tháng 10 thì Ban tổ chức lại trao nhầm cúp kỉ niệm in tên Sơn Tùng M-TP với bài Chạy Ngay Đi. Đạt G đã đáp trả khá gay gắt với fan Sơn Tùng. Ít lâu sau, Đạt G lại dính lùm xùm  khi bị người yêu cũ "đăng đàn" tố sống không đúng mực: ăn bám gia đình người yêu, thường xuyên nói xấu và đánh đập cô. Cũng vì sự việc trên mà khi đăng tải ca khúc mới mang tên Về, hát chung với người yêu mới, Đạt G vẫn tiếp tục bị soi mói và đặt dấu chấm hỏi về tình trường và cuộc sống riêng tư.
Gần đây nhất là vào ngày 25/4/2021, là cuộc chia tay ồn ào giữa anh và ca sĩ Du Uyên.Du Uyên còn gây sốc khi tiết lộ đoạn tin nhắn khá nặng nề, thậm chí đe dọa đánh bạn gái của Đạt G khiến dân tình không khỏi bàng hoàng và phẫn nộ. Sau đó, cô còn tiết lộ anh có quan hệ trên mức tình bạn với vợ cũ của ca sĩ Hoài Lâm, Lư Hoàng Bảo Ngọc (em gái của nghệ sĩ Gia Bảo và cháu gái của nghệ sĩ ưu tú Bảo Quốc) với dòng trạng thái "Cơm thầy, vợ bạn, gái cơ quan", ám chỉ Bảo Ngọc là kẻ thứ 3 xen vào quan hệ của hai người và Hoài Lâm là bạn thân của Đạt G.  Đáp lại những lời tố cáo của bạn gái cũ, không lâu sau đó,vào ngày 2/5/2021 Đạt G đã đăng đàn để khẳng định hai người đã chia tay hơn một năm và phủ nhận có người thứ ba, đồng thời giải thích tin nhắn đó đã diễn ra cách đây 2 -3 năm khi hai người gây gổ, có lời qua tiếng lại và Đạt G tiết lộ Du Uyên không tôn trọng gia đình mình. Đặc biệt, Đạt G cũng xác nhận chính thức mình đang hẹn hò với Bảo Ngọc được nửa năm.... Tối ngày 8/5/2021, Bảo Ngọc đã chính thức đăng đàn trên Facebook để khẳng định cô không phải kẻ thứ 3 trong mối quan hệ với Đạt G và Du Uyên. Họ chính thức hẹn hò khi cả hai đã độc thân vào đầu năm 2021. Đặc biệt cô công bố đoạn tin nhắn giữa cô và Hoài Lâm, và xác nhận Hoài Lâm chúc phúc cho mối quan hệ của cả hai người. Sau đó, Du Uyên lại đăng đoạn clip Đạt G đánh bạn gái cũ, khiến khán giả vô cùng phẫn nộ.

## Đề cử âm nhạc
| Năm  | Tên giải thưởng   | Hạng mục                                                           | Ghi chú        |
| ---- | ----------------- | ------------------------------------------------------------------ | -------------- |
| 2018 | Zing Music Awards | Nghệ sĩ mới của năm                                                | [ 1 ]          |
| 2018 | Zing Music Awards | Nhạc sĩ của năm                                                    | [ 1 ]          |
| 2018 | Zing Music Awards | Nghệ sĩ Underground/ Indie được yêu thích nhất                     | [ 1 ]          |
| 2018 | Zing Music Awards | Bài hát của năm                                                    | [ 1 ]          |
| 2019 | Zing Music Awards | Nghệ sĩ của năm                                                    | [ 8 ]          |
| 2019 | Zing Music Awards | Nam nghệ sĩ được yêu thích                                         | [ 8 ]          |
| 2019 | Zing Music Awards | Ca khúc pop/ballad được yêu thích (Anh ơi ở lại)                   | [ 8 ]          |
| 2019 | Zing Music Awards | Ca khúc dance/electronic được yêu thích (Về).                      | [ 8 ]          |
| 2020 | Âm nhạc Cống hiến | MV của năm                                                         | Khó vẽ nụ cười |
| 2020 | Âm nhạc Cống hiến | Nghệ sĩ mới của năm                                                |                |
| 2020 | Zing Music Awards | Nghệ sĩ của năm                                                    | [ 9 ]          |
| 2020 | Zing Music Awards | Nam nghệ sĩ được yêu thích                                         | [ 9 ]          |
| 2020 | Zing Music Awards | Ca khúc pop/ballad được yêu thích (Bánh mì không, Có như không có) | [ 9 ]          |

## Danh sách bài hát
- Buồn của anh (2017) ft KHÁNH ft Masew
- Chàng trai đang thất tình (2018) ft Binz
- Xin (Please) (2018) ft B Ray ft Masew
- EmmE (Em,Tôi) (2018) ft Du Uyên
- Buồn không em (2018)
- Buông bàn tay thật nhanh (2018) ft Du Uyên
- Thương nhiều hơn nói (2018) ft B Ray ft Masew
- Về (2018) ft Du Uyên
- Thêm bao nhiêu lâu (2019)
- Cao ốc 20 (2019) ft B Ray ft Masew ft KHÁNH
- Yêu người như anh (2019) ft B Ray ft Masew
- Khó vẽ nụ cười (2019) ft Du Uyên
- Em chưa giấu anh điều gì (2019) ft D.Blue
- Bánh mì không (2019) ft Du Uyên
- Anh ơi ở lại ft Chi Pu
- Diệt giặc Corona (2020) ft Du Uyên
- Chỉ khi anh một mình (2020) ft Vũ Duy Khánh
- Gói xôi vội (2020) ft Du Uyên
- Đừng lo (2020) ft Du Uyên
- Sự thật vỡ đôi (2020) ft Bùi Lan Hương
- Đô trưởng (2020)
- Những lo âu ấy (2021) ft Du Uyên
- Dẹp chuyện buồn một bên (2021)
- Xe anh đến đâu, em theo đến đó (2021) ft Dương Hoàng Yến
- Ngày mai em đi mất (2022)
- Thích hay là yêu còn chưa biết (2022)  ft Lona Kiều Loan ft Ricky Star
- Rửa mặt đi em (2023) ft Nhật Thủy
- Xa em vài hôm (2023) ft Isaac
- Đừng nên nói (2023) ft Anh Tú
- Có như không có (2019) ft Hiền Hồ